# پورشه
پورشه (به آلمانی: Porsche) شرکت خودروسازی آلمانی است، که در سال ۱۹۳۱ توسط فردیناند پورشه تأسیس شد. این شرکت بیشتر بر طراحی، ساخت و توسعهٔ فناوری انواع خودروهای اسپورت و خودروهای لوکس متمرکز است. دفتر مرکزی و کارخانه تولیدی اصلی شرکت پورشه در ایالت بادن-وورتمبرگ قرار دارند. پورشه اکنون یکی از زیرمجموعه‌های گروه فولکس‌واگن است.

## تاریخچه

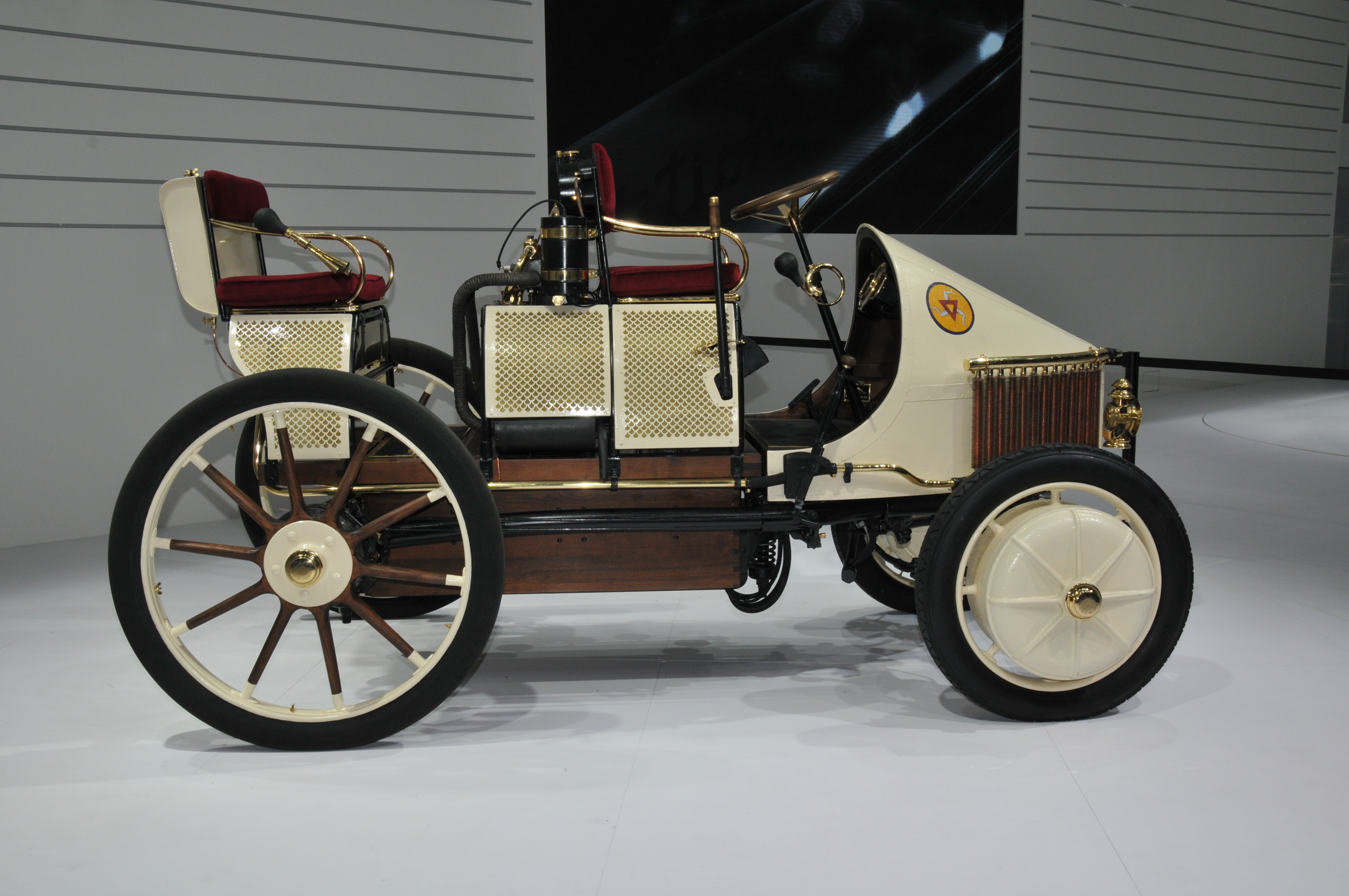
مدل بازسازی شده از نخستین خودرو طراحی‌شده توسط فردیناند پورشه، در نمایشگاه خودرو ژنو سال ۲۰۱۱

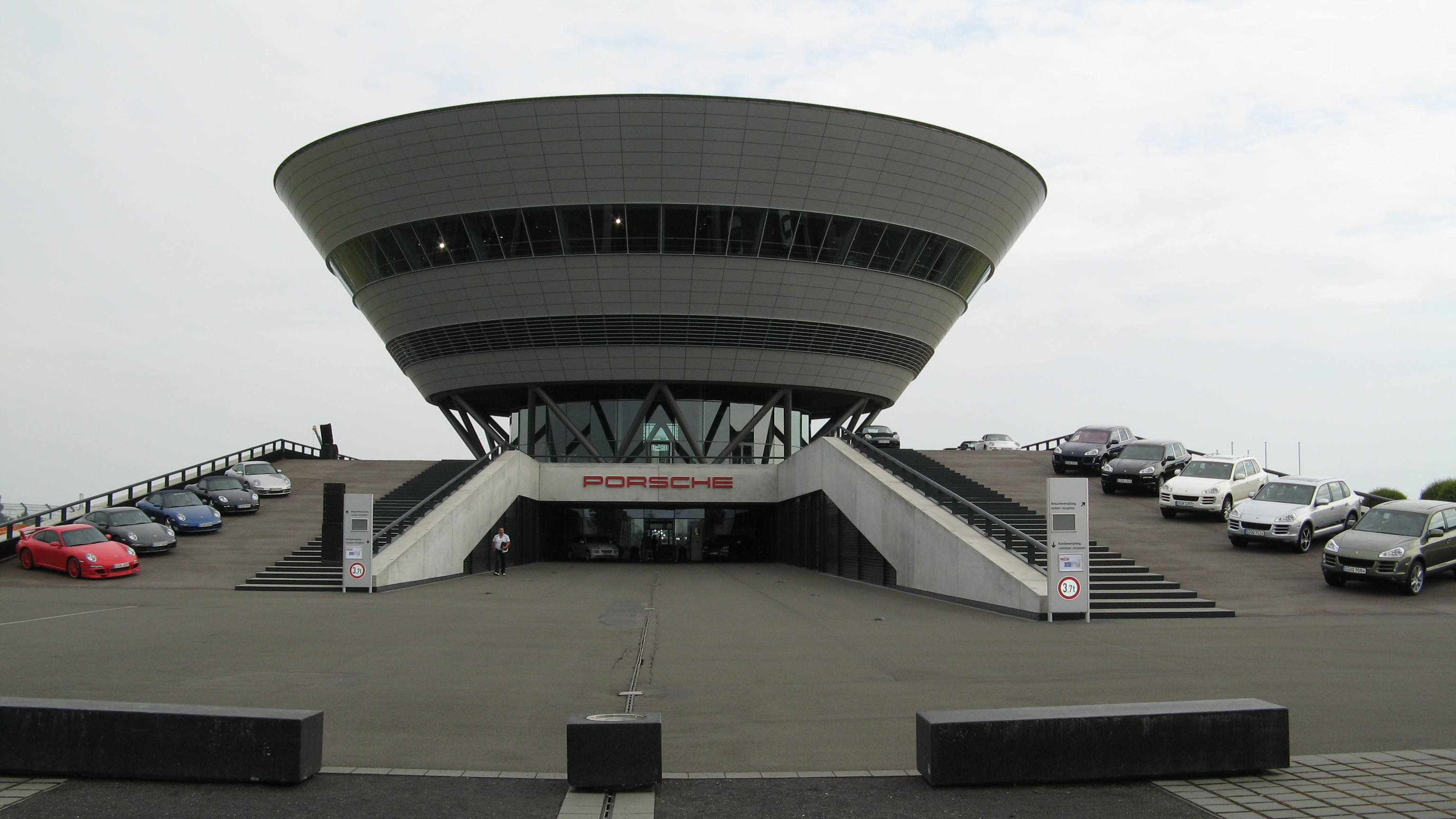
کارخانه مرکزی پورشه در شهر لیپزیگ

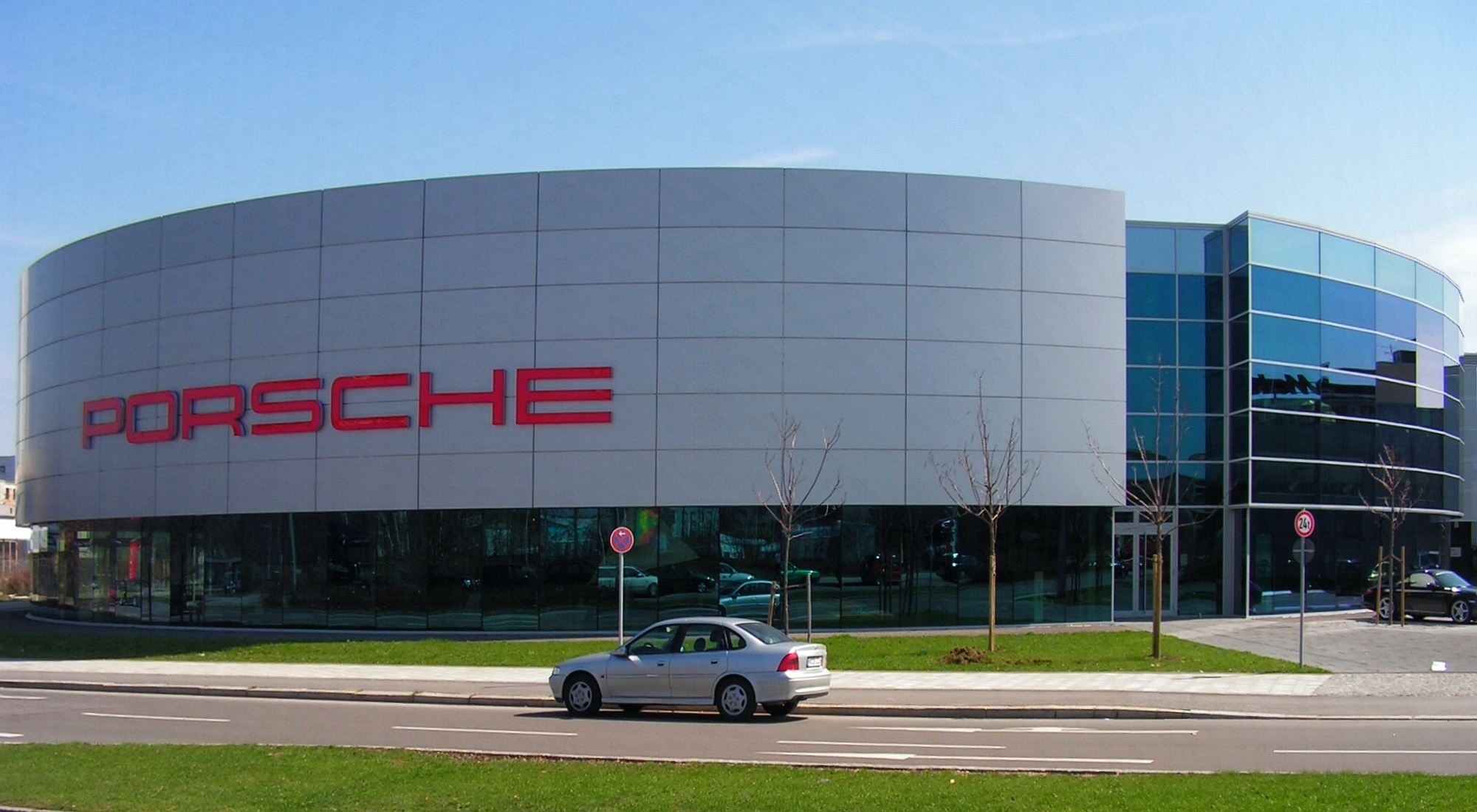
ساختمان شعبه مونیخ پورشه

### از ۱۹۳۱ تا ۱۹۳۷
فردیناند پورشه در سال ۱۹۳۱ شرکت پورشه را در شهر اشتوتگارت تأسیس کرد، که در زمینه طراحی و توسعه موتورهای خودرو، همچنین ارائه خدمات مهندسی و مشاوره، فعالیت خود را آغاز کرد و در سال‌های نخست، بخش بزرگی از مشتریانش را شرکت‌های خودروسازی همچون: آئودی، مرسدس بنز، دکاو، اوپل، واندرر، دایملر-بنز و اتو یونیون تشکیل می‌دادند.
یکی از نخستین طرح‌هایی که شرکت تازه تأسیس پورشه در آن مشارکت کرد، پروژه‌ای تحت عنوان فولکس‌واگن بود، که در زبان آلمانی خودروی مردم معنا می‌دهد. در میانه دهه ۱۹۳۰ شرکت پورشه و به‌ویژه فردیناند پورشه، از سوی دولت آلمان نازی، برای طراحی نخستین خودروی فولکس‌واگن، دعوت به‌کار شد، این خودرو، فولکس‌واگن بیتل نام داشت، که امروزه به‌عنوان یکی از موفق‌ترین خودروهای تولیدشده در تاریخ خودروسازی شناخته می‌شود.
شخص دیگری که سهم بسیاری در راه‌اندازی و توسعه شرکت پورشه ایفا نمود، فری پورشه است. فری که فرزند ارشد فردیناند بود، ریاضیات را در مدرسه، و مکانیک را در کارگاه پدر آموخت. دوران جوانی فری پورشه مصادف با به قدرت رسیدن آدولف هیتلر در آلمان و فراخوان او برای بازسازی صنایع بود. هیتلر می‌خواست که آلمان سریع‌ترین خودروها را بسازد؛ بنابراین کارخانه‌های خودروسازی را از کمک‌های دولتی برخوردار نمود. در این شرایط بود، که از سوی هیتلر، دعوتنامه‌ای برای همکاری در شرکت جدیدی که فولکس‌واگن نام داشت، برای فردیناند پورشه ارسال گردید. وی نیز در این شرایط توانست مدیریت کارخانه‌های اتو یونیون و واندرر را بر عهده گیرد.

### از ۱۹۳۷ تا ۱۹۵۱
قرارداد همکاری فردیناند پورشه با شرکت اتو یونیون در سال ۱۹۳۸ به پایان رسید، اما به جهت درگیر بودن آلمان در جنگ، او بیشتر وقت خود را صرف طراحی ماشین‌آلات جنگی نمود. از تولیدات زمان جنگ فردیناند پورشه برای نمونه می‌توان به تانک‌های تایگر یک و تایگر دو اشاره کرد.
در سال ۱۹۳۹ نخستین خودرو پورشه ساخته شد، که بیشتر از قطعات فولکس‌واگن بیتل برای آن استفاده کرده بود. این خودرو، پورشه ۶۴ نام داشت.
با پایان جنگ، فردیناند و فری پورشه هر دو به اسارت فرانسوی‌ها درآمدند. فرانسوی‌ها برای آزادی هر کدام از پورشه‌ها ۵۰۰ هزار فرانک مطالبه کردند؛ اما بضاعت مالی خانواده پورشه تنها اجازه پرداخت وثیقه یکی از آن‌ها را می‌داد، بنابراین پسر، در ماه ژوئیه ۱۹۴۶ آزاد شد و بلافاصله راهی اتریش شد، اما پدر در اسارت فرانسوی‌ها باقی ماند. فری پس از مدت کوتاهی، با هدف بازسازی کارخانه پدری، راهی آلمان شد، اما پیگیری‌های او با مخالفت و پاسخ منفی از سوی نیروهای متفقین مواجه گردید.
این امر باعث شد تا وی بار دیگر به اتریش بازگردد و کارخانه کوچکی را برای ساخت پمپ آب و لوازم لوله‌کشی تأسیس کند، اما این وضعیت بسرعت تغییر کرد. در میانه سال ۱۹۴۷ در حالی‌که کمتر از ۱ سال از آزادی فری نمی‌گذشت، وی با مشارکت خواهرش؛ لوئیس و همسر او آنتوان پیک (که در پایان دهه ۱۹۳۰ چندین سال، ریاست شرکت فولکس‌واگن را در دست داشت)، اقدام به راه‌اندازی شرکت پورشه هولدینگ، در اتریش نمود. این شرکت در زمینه واردات و توزیع خودروهای آلمانی، به کشور اتریش فعالیت می‌کرد. عقد قرارداد با برخی کارخانه‌های خودروسازی باعث شد، تا فری انگیزه ساخت یک خودرو را پیدا کند.
خودرویی که بر مبنای فولکس‌واگن بیتل در سال ۱۹۴۷ طراحی شد، پورشه ۳۵۶ نام گرفت. طراحی مدل نخست این خودرو را، چند سال پیش از آن، فردیناند پورشه انجام داده بود، اما کار تولید این مدل را، فری به پایان رساند. مدل ۳۵۶ از یک موتور چهار سیلندر هواخنک، با قدرت ۳۵ اسب بخار نیرو می‌گرفت، که در قسمت عقب خودرو نصب شده بود.
پورشه ۳۵۶ دومین خودرویی بود، که به نام پورشه تولید می‌شد. فری در سال ۱۹۴۹ به اشتوتگارت بازگشت و کارخانه پورشه را در آنجا بنیان نهاد، سپس برای کارخانه خود، نشان (لوگو) شهر اشتوتگارت را انتخاب کرد.

### از ۱۹۵۱ تا ۱۹۶۳
فردیناند پورشه در آغاز دهه ۱۹۵۰ در بستر بیماری افتاد و سرانجام در سال ۱۹۵۱ درگذشت. با درگذشت فردیناند، نیمی از سهام شرکت، به فری پورشه واگذار شد و ۵۰٪ درصد از سهام آن نیز، به دختر فردیناند؛ لوئیس و همسرش آنتوان پیک، به ارث رسید.
ورود شرکت پورشه، به زمینه خودروهای اسپورت، در سال ۱۹۵۲ با مدل پورشه ۳۵۶/۱ آغاز شد. پورشه قصد داشت با تکیه بر تجربه‌های به‌دست‌آمده از رقابت‌های اتومبیلرانی، امنیت خودروهای خود را بهبود ببخشد.

### از ۱۹۶۳ تا ۱۹۷۲
شرکت پورشه در سال ۱۹۶۳ نخستین مدل از سری پورشه ۹۱۱ را که در مسابقات اتومبیلرانی موفقیت‌های غیرمنتظره‌ای را به‌دست آورده بود، ارائه کرد. مدل ۹۱۱ که یک خودرو ۶ سیلندر موتور عقب بود، به‌سرعت به رقیبی سرسخت در مسابقات اتومبیلرانی تبدیل گشت.
در سال ۱۹۶۴ بود که سری پورشه ۹۱۱ کلاسیک به بازار وارد شد. در همان سال مدل پورشه کاررا جی‌تی‌اس کوپه به‌عنوان نخستین خودرو با اتاق غیرفلزی نیز عرضه گردید.
تولیدات پورشه از آغاز دهه ۱۹۷۰ روز به روز پیشرفته‌تر می‌شدند، ویژگی که امروز هم یکی از سیاست‌های تولید این شرکت خودروسازی به‌شمار می‌آید.

### از ۱۹۷۲ تا ۱۹۹۲
از سال ۱۹۵۱ که مالکیت شرکت پورشه میان دو خانواده پورشه و پیک تقسیم شد، چندین بار مشکلات مالی و حقوقی میان دو خانواده بر سر مالکیت شرکت و تصاحب پست‌های مدیریتی درگرفت، که در پایان در سال ۱۹۷۲ فری پورشه برای جلوگیری از این نزاع‌های خانوادگی، شرکت پورشه را از یک شرکت با مسئولیت محدود، به یک شرکت سهامی تبدیل نمود.
این مجادلات در طول دهه ۱۹۷۰ با تغییرات مداوم مدیریتی همراه بود، که در پایان به کاهش تولید شرکت پورشه و مشکلات مالی انجامید. در طول دهه ۱۹۸۰ تولید پورشه به پایین‌ترین سطح خود رسید و در این دهه، کلاس خودروهای اسپورت، بخش بزرگ فروش شرکت را به خود اختصاص می‌داد.
با تغییراتی که فری پورشه از سال ۱۹۷۲ در ساختار شرکت انجام داده بود، در پایان در سال ۱۹۸۴ توانست بخشی از سهامش را در بازار بورس فرانکفورت به صورت عمومی واگذار نماید و سرمایه‌ای که از این طریق به پورشه تزریق شد، در آغاز دهه ۱۹۹۰ به شکوفایی مجدد این شرکت کمک فراوانی کرد.

### از ۱۹۹۲ تا ۲۰۰۹
در سال ۱۹۹۲ وندلاین وایدکینگ به مدیرعاملی شرکت پورشه منصوب شد و یک سال بعد در ۱۹۹۳ با حفظ سمت، ریاست هیئت مدیره شرکت را نیز در دست گرفت.
در سال مالی ۱۹۹۴ درحالی‌که تنها ۲ سال از ریاست وندلاین وایدکینگ در شرکت نمی‌گذشت، تولید خودروهای پورشه را به‌شمار ۲۱٫۱۲۴ دستگاه در سال رساند و پس از یک دهه زیان، بار دیگر شرکت پورشه به سودآوری رسید.
وایدکینگ تا سال ۲۰۰۹ سکان رهبری پورشه را در دست داشت و در مجموع، ریاست ۱۷ ساله وی بر این شرکت، پورشه را از یک خودروساز زیان‌ده، به سودآورترین شرکت خودروسازی جهان، تبدیل نمود. وی در واپسین سال فعالیتش در پورشه، تولید را به بالاترین میزان در تاریخ پورشه رسانید و در مجموع در سال مالی ۲۰۰۹ میلادی شرکت پورشه ۹۸٫۶۵۲ دستگاه خودرو را به‌فروش رساند.

### از ۲۰۰۹ تا کنون
پس از بازنشستگی وندلاین وایدکینگ در سال ۲۰۰۹ مایکل ماخت به مدیرعاملی پورشه منصوب گردید. در ماه اکتبر ۲۰۱۰ ماتیاس مولر، مدیرعامل پیشین آئودی، جایگزین دکتر ماخت شد. مولر تا ماه فوریه ۲۰۱۴ در این سمت باقی ماند، سپس مارتین وینترکورن، مدیرعامل کنونی گروه فولکس‌واگن، با حفظ سمت مدیرعاملی پورشه را نیز در دست گرفت. ریاست هیئت مدیره پورشه نیز در اختیار وولفگانگ پورشه (فرزند فری پورشه) می‌باشد.
هم‌اکنون پورشه پنجمین خودروساز آلمان از نظر دارایی و درآمد سالانه است و با توجه به اینکه خودروهای شرکت پورشه معمولاً در شمار پایین تولید می‌گردند؛ اما محصولات آن، همواره در کلاس خودروهای گران‌قیمت طبقه‌بندی می‌شوند.

## ارتباط با فولکس‌واگن
ریشه‌های ارتباط دو خودروساز آلمانی پورشه و فولکس‌واگن، به زمان تأسیس گروه فولکس‌واگن بازمی‌گردد، که فردیناند پورشه، از بنیان‌گذاران این گروه بزرگ صنعتی به‌شمار می‌آمد. پس از تأسیس شرکت پورشه نیز، این رابطه از طریق ارائه خدمات مهندسی پورشه به فولکس‌واگن همچنان حفظ شد، که در زمان تولید مدل فولکس‌واگن بیتل، که توسط فردیناند طراحی شده بود، به اوج خود رسید.
تولید دومین مدل از سری خودروهای شرکت پورشه، که پورشه ۳۵۶ نام داشت و توسط فری پورشه در سال ۱۹۴۷ تولید شد، که در واقع مدل توسعه‌یافته‌ای از فولکس‌واگن بیتل بود، باعث شد که شرکت فولکس‌واگن از پورشه شکایت کند و خصومت‌هایی میان مدیران وقت دو خودروسازی آلمانی به‌وجود آید.
در پایان دهه ۱۹۶۰ و آغاز دهه ۱۹۷۰ میلادی، روابط دو شرکت بار دیگر به سطح مطلوبی رسید، که به طراحی و تولید مدل مشترکی تحت نام فولکس‌واگن-پورشه ۹۱۴ در سال ۱۹۶۹ انجامید. همکاری بعدی پورشه و فولکس‌واگن در سال ۲۰۰۲ در تولید پورشه کاین انجام شد، که نخستین خودروی اس‌یووی پورشه می‌باشد و بر پایه یک پلتفرم مشترک، با آئودی کیو۷ و فولکس‌واگن تورگ، در کارخانه براتیسلاوا طراحی و ساخته شد.
در سال ۲۰۰۳ فردیناند پیک، نوه فردیناند پورشه به‌عنوان مدیر عامل اجرایی گروه فولکس‌واگن، دو شرکت پورشه و فولکس واگن را دو عضو از یک خانواده توصیف کرده‌است. پس از فردیناند پیک و از سال ۲۰۱۵ تاکنون، هنس دیتر پتچ رئیس هیئت مدیره گروه فولکس‌واگن می‌باشد.

## تولیدات

### خودروهای اسپورت
خودروهای اسپورت تولیدشده توسط شرکت پورشه، از نظر گونه طراحی موتور، به سه شاخه تقسیم می‌شوند:
- موتورهای تخت
- موتورهای خطی
- موتورهای وی‌شکل

#### موتورهای تخت
خودروهای اسپورت با موتور تخت پورشه که تاکنون تولید شده‌است، در فهرست زیر ذکر شده‌اند.
| سال تولید   | مدل                   | توضیحات | تصویر |
| ----------- | --------------------- | --- | ----- |
|             |                       | |       |
| ۱۹۴۸–۱۹۶۵   | پورشه ۳۵۶             | نخستین ماشین تولید شده پورشه است، که در واقع نمونه نخست مدل مشهور پورشه ۹۱۱ به‌شمار می‌آید. |       |
| ۱۹۵۴–۱۹۵۶   | پورشه ۵۵۰             | مدل توسعه‌یافته پورشه ۳۵۶ است، که با اندکی تغییرات ظاهری در آن، در کلاس خودروهای مسابقه‌ای کوچک، به بازار عرضه شد. |       |
| ۱۹۶۴–۱۹۸۹   | پورشه ۹۱۱ کلاسیک      | معروفترین سری خودروهای اسپورت پورشه می‌باشد، که نخستین بار در سال ۱۹۶۳ در نمایشگاه بین‌المللی خودروی فرانکفورت از آن رونمایی شد. این مدل، نخست پورشه ۹۰۱ نام داشت، اما اندکی پیش از معرفی، به دلیل تداخل نداشتن با مدل جدیدی از شرکت پژو، که پژو ۹۰۱ نام داشت، مدیران وقت پورشه تصمیم گرفتند نام خودروی جدید را پورشه ۹۱۱ بگذارند. این سری از خودروهای پورشه، همواره محبوب‌ترین مدل تاریخ این شرکت به‌شمار می‌آید. |       |
| ۱۹۶۵–۱۹۶۹   | پورشه ۹۱۲             | نسخه ضعیف‌تر و با قدرت کمتر از ۹۱۱ است، که با موتوری ۴ سیلندر و پیشرانه ۹۵ اسب بخار طراحی شده‌است. |       |
| ۱۹۷۰–۱۹۷۶   | پورشه ۹۱۴             | این مدل به‌طور مشترک توسط پورشه و فولکس‌واگن طراحی و ساخته شده‌است. مدل ۹۱۴ نیز کاملاً بر پایه ۹۱۱ ساخته شده و دارای موتوری ۶ سیلند می‌باشد. |       |
| ۱۹۷۱        | پورشه ۹۱۶             | این مدل نیز بر پایه ۹۱۱ ساخته شده و دارای موتوری ۶ سیلند می‌باشد. نکته جالب توجه در مورد ۹۱۶، تولید تنها ۱۱ دستگاه از آن می‌باشد. |       |
| ۱۹۷۵–۱۹۸۹   | پورشه ۹۳۰             | این مدل با نام پورشه ۹۱۱ توربو نیز شناخته می‌شود و در حالی از فناوری توربو شارژر در ساختش بهره می‌برد، که شرکت ب‌ام‌و تنها دو سال پیش، نخستین خودروی مجهز به توربو شارژر را تولید کرده بود! |       |
| ۱۹۸۷–۱۹۸۸   | پورشه ۹۵۹             | از این مدل تنها ۲۰۰ دستگاه ساخته شده‌است. |       |
| ۱۹۸۸–۱۹۹۳   | پورشه ۹۶۴             | بر پایه پورشه ۹۵۹ |       |
| از سال ۲۰۱۱ | پورشه ۹۹۱             | نسل هفتم از پورشه ۹۱۱ است، که نخستین بار در سال ۲۰۱۱ در نمایشگاه بین‌المللی خودروی فرانکفورت عرضه شد. |       |
| ۱۹۹۳–۱۹۹۸   | پورشه ۹۹۳             | واپسین نسخه از پورشه ۹۱۱ با موتور بوکسور است. این مدل در کلاس خودروهای کوپه قرار دارد و مجهز به توربو شارژر می‌باشد، که بسیاری از قطعات آن با پورشه ۹۱۱ جی‌تی۲ مشترک می‌باشد. |       |
| ۱۹۹۷–۲۰۰۵   | پورشه ۹۹۶             | بر پایه دو مدل پورشه ۹۱۱ جی‌تی۲ و پورشه ۹۱۱ جی‌تی۳ ساخته شده‌است. تا سال ۲۰۰۵ که تولید آن متوقف شد، شمار ۳۰۰ دستگاه از آن به‌فروش رسید. |       |
| از سال ۲۰۰۴ | پورشه ۹۹۷             | |       |
| ۱۹۹۶–۲۰۰۴   | پورشه باکستر          | نخستین نسخه از سری باکستر می‌باشد، که از سال ۱۹۹۶ تولید آن‌ها آغاز شده‌است. این مدل از پورشه که دارای موتوری ۶ سیلندر با طراحی موتور وسط می‌باشد، به خوش دستی و سواری خوب مشهور می‌باشند. |       |
| ۲۰۰۴–۲۰۰۹   | پورشه باکستر ۹۸۷      | نسخه بعدی پورشه باکستر می‌باشد، که نخستین بار در ۲۷ نوامبر ۲۰۰۴ وارد بازار شد. |       |
| از سال ۲۰۱۲ | پورشه باکستر ۹۸۱      | نسخه کنونی از پورشه باکستر می‌باشد، که در ۱۴ آوریل ۲۰۱۴ از آن رونمایی شد. |       |
| ۲۰۰۵–۲۰۱۲   | پورشه کایمن           | بر پایه پورشه باکستر ساخته شده‌است، که در کلاس خودروهای اسپورت دو نفره یا دو درب طراحی شده‌است. |       |
| از سال ۲۰۱۳ | پورشه کایمن تیپ ۹۸۱سی | جانشین پورشه کایمن می‌باشد، که تولید آن در سال ۲۰۱۲ متوقف شده بود. این مدل از سال ۲۰۱۳ وارد بازار شد. |       |
|             |                       | |       |

#### موتورهای خطی
خودروهای اسپورت با موتور خطی پورشه که تاکنون تولید شده‌است، در فهرست زیر ذکر شده‌اند.
| سال تولید | مدل       | توضیحات | تصویر |
| --------- | --------- | --- | ----- |
|           |           | |       |
| ۱۹۷۶–۱۹۸۸ | پورشه ۹۲۴ | این خودرو، حاصل توسعه مدل پورشه ۹۱۴ بود، که در آغاز با هدف فروش طرح آن، به شرکت آئودی، اصلاحاتی در ساختار موتور آن انجام شد، اما در سال ۱۹۷۶ تحت نام ۹۲۴ تولید گشت. |       |
| ۱۹۷۹–۱۹۸۲ | پورشه ۹۳۱ | مدل پورشه ۹۳۱ در آغاز دهه ۱۹۸۰ میلادی، با نام پورشه ۹۲۴ توربو به‌فروش می‌رسید.                                                                                        |       |
| ۱۹۸۱      | پورشه ۹۳۷ | این مدل با نام پورشه ۹۲۴ کاررا جی‌تی به‌فروش می‌رسید و در واقع نسخه سواری از پورشه ۹۲۴ جی‌تی‌اس بود.                                                                     |       |
| ۱۹۸۱–۱۹۹۱ | پورشه ۹۴۴ | از تولیدات پورشه، این مدل بیشترین فروش را در دهه ۱۹۸۰ میلادی دارا بود.                                                                                              |       |
| ۱۹۸۵–۱۹۹۱ | پورشه ۹۵۱ | مدل پورشه ۹۵۱، با نام پورشه ۹۴۴ توربو به‌فروش می‌رسید. |       |
| ۱۹۹۲–۱۹۹۵ | پورشه ۹۶۸ | جانشین مدل پورشه ۹۴۴ بود، که در کلاس خودروهای کوپه قرار داشت. نسخه توربو آن نیز با موتور ۳۰۵ اسب بخار، در فاصله سال‌های ۱۹۹۳ تا ۱۹۹۴ تولید شد.                       |       |
|           |           | |       |

#### موتورهای وی‌شکل
خودروهای اسپورت با موتور وی‌شکل پورشه که تاکنون تولید شده‌است، در فهرست زیر ذکر شده‌اند.
| سال تولید | مدل              | توضیحات | تصویر |
| --------- | ---------------- | --- | ----- |
|           |                  | |       |
| ۱۹۷۷–۱۹۹۵ | پورشه ۹۲۸        | این مدل برای جانشین شدن مدل پورشه ۹۱۱ در نظر گرفته شده بود. |       |
| ۲۰۰۳–۲۰۰۶ | پورشه کاررا جی‌تی | این مدل، با موتوری ۵٫۷۰۰ سی‌سی و با قدرت خروجی ۶۱۲ اسب بخار، یکی از قوی‌ترین موتورها را در میان تمامی مدل‌های تولید شده پورشه، دارا می‌باشد. در فاصله سال‌های ۲۰۰۳ تا ۲۰۰۶ شمار ۱٫۲۷۰ دستگاه از آن، بفروش رسید. |       |
|           |                  | |       |

### خودروهای اس‌یووی
خودروهای اس‌یووی پورشه، در فهرست زیر ذکر شده‌اند.
| سال تولید | مدل                    | توضیحات | تصویر |
| --------- | ---------------------- | --- | ----- |
|           |                        | |       |
| ۲۰۰۲–۲۰۱۰ | پورشه کاین (تیپ ۹پی‌ای) | نخستین خودروی اس‌یووی پورشه می‌باشد، که بر پایه یک پلتفرم مشترک با آئودی کیو۷ و فولکس‌واگن تورگ، در کارخانه براتیسلاوا طراحی و ساخته شده‌است. مونتاژ نهایی این مدل در کارخانه لایپزیگ انجام شده‌است.                                                                      |       |
| سال ۲۰۰۹  | پورشه کاین (تیپ ۹۲ای)  | جانشین مدل پورشه کاین (تیپ ۹پی‌ای) می‌باشد، که در ۵ تیپ عرضه شده‌است: موتور ۳٫۶ لیتری وی۶، موتور ۴٫۸ لیتری وی۸، موتور هیبریدی ۴٫۸ لیتری وی۸، موتور توربو ۴٫۸ لیتری وی۸ و موتور ۳ لیتری دیزلی.                                                                           |       |
| سال ۲۰۰۹  | پورشه پانامرا          | یک خودروی سدان لوکس چهار سرنشین با مشخصه‌های یک خودروی کوپه و عقب هاچ‌بک است. موتور این ماشین در جلوی آن قرار دارد و در دو گونه دیفرانسیل عقب و دیفرانسیل وسط موجود است. از پورشه پانامرا برای نخستین بار در ۱۳امین نمایشگاه خودروی شانگهای، در آوریل ۲۰۰۹ رونمایی شد. |       |
| سال ۲۰۱۴  | پورشه ماکان            | دومین خودروی اس‌یووی پورشه است، که اندکی از مدل پورشه کاین کوچکتر می‌باشد و بر پایه آئودی کیو۵ ساخته شده‌است. |       |

## موزه پورشه

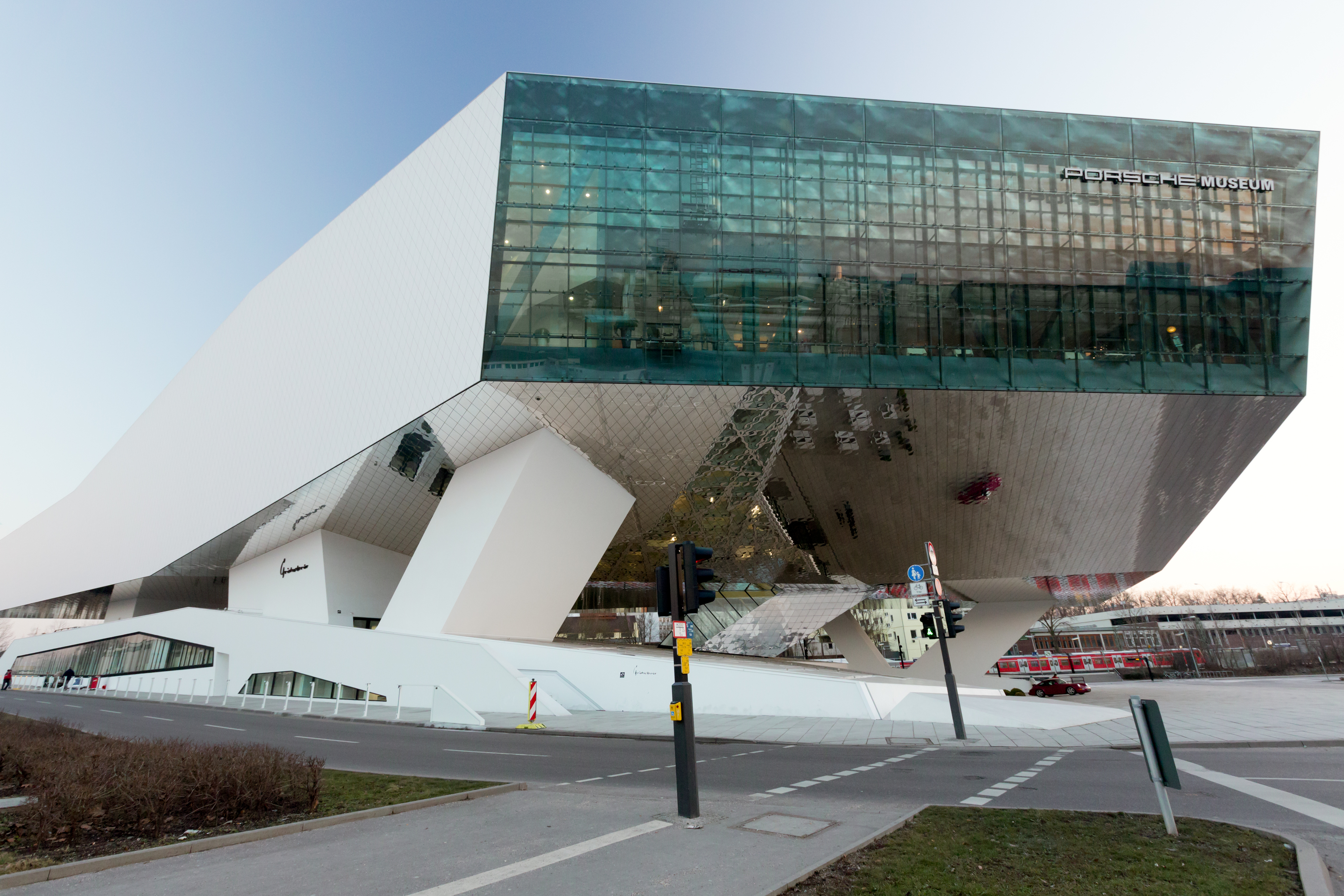
نمای خارجی از موزه پورشه

موزه پورشه که از سال ۱۹۷۶ برای عموم قابل بازدید است، تاریخ پورشه را از مدل‌های قدیمی و پرخاطره تا طرح‌های جدید نشان می‌دهد. برخی از مدل‌های قدیمی این خودرو مانند فلیتزر، هر از چندگاه در مسابقه‌ها یا جشنواره‌های خودروهای قدیمی شرکت داده می‌شوند. شرکت پورشه موزه جدیدی را با معماری کاملاً مدرن در محل این کارخانه در شهر اشتوتگارت ساخته‌است. این مجموعه در روز ۳۱ ماه ژانویه ۲۰۰۹ افتتاح شد.
موزه جدید پورشه ۵۶۰۰ مترمربع وسعت و ۸۰ غرفه دارد. در موزه جدید پورشه برخی مدل‌های این خودرو که از آغاز تأسیس کارخانه تاکنون ساخته شده‌اند، در معرض دید بازدیدکنندگان قرار دارند. در مجموعه خودروهای گردآوری شده در موزه پورشه نخستین خودروهای اسپورت جهان به نمایش درآمده‌اند. امروزه شرکت‌های بزرگی مانند سیات اسپانیا، دوو و سوبارو، بسیاری از مهندسان و کارکنان خود را همه ساله برای استفاده از تجربیات پورشه به این شرکت می‌فرستند.

## آمار و ارقام

### از ۱۹۹۴ تا ۲۰۰۱
در فهرست زیر، اطلاعات مالی شامل؛ میزان سود ناخالص (سود پیش از بهره و مالیات)، میزان درآمد و شمار خودروهای فروخته شده شرکت پورشه، در فاصله سال‌های مالی ۱۹۹۴ تا ۲۰۰۱ ذکر شده‌است.
| سال مالی | سود ناخالص (میلیارد یورو) | درآمد (میلیارد یورو) | فروش (خودرو) |
| -------- | ------------------------- | -------------------- | ------------ |
| ۱۹۹۴     | ۵٬۸                       | ۱٬۳۳۳                | ۲۱٫۱۲۴       |
| ۱۹۹۵     | ۲۷٬۹                      | ۱٬۴۳۸                | ۱۹٫۲۶۲       |
| ۱۹۹۶     | ۸۴٬۵                      | ۲٬۰۹۳                | ۳۲٫۳۸۳       |
| ۱۹۹۷     | ۱۶۶                       | ۲٬۵۹۱                | ۳۶٫۶۸۶       |
| ۱۹۹۸     | ۳۵۷                       | ۳٬۱۶۱                | ۴۳٫۹۸۲       |
| ۱۹۹۹     | ۴۳۴                       | ۳٬۶۴۸                | ۴۸٫۷۹۷       |
| ۲۰۰۰     | ۵۹۲                       | ۴٬۴۴۲                | ۵۴٫۵۸۶       |
| ۲۰۰۱     | ۸۲۸                       | ۴٬۸۵۷                | ۵۴٫۲۳۴       |

### از ۲۰۰۲ تا ۲۰۱۲
در فهرست زیر، اطلاعات مالی شامل؛ میزان سود ناخالص (سود پیش از بهره و مالیات)، میزان درآمد، شمار خودروهای تولید شده و شمار خودروهای فروخته شده شرکت پورشه، در فاصله سال‌های مالی ۲۰۰۲ تا ۲۰۱۲ ذکر شده‌است. اعداد زیر ستون‌های درآمد و سود ناخالص، بر مبنای میلیون یورو است و اعداد زیر ستون‌های شمار تولید و شمار فروش نیز، نمایانگر شمار دستگاه خودرو می‌باشد.
| سال مالی | درآمد (میلیون یورو) | سود ناخالص (میلیون یورو) | شمار تولید (خودرو) | شمار فروش (خودرو) |
| -------- | ------------------- | ------------------------ | ------------------ | ----------------- |
| ۲۰۰۲     | €۴٬۸۵۷              | €۸۲۹                     | ۵۵٬۰۵۰             | ۵۴٬۲۳۴            |
| ۲۰۰۳     | €۵٬۵۸۳              | €۹۳۳                     | ۷۳٬۲۸۴             | ۶۶٬۸۰۳            |
| ۲۰۰۴     | €۶٬۱۴۸              | €۱٬۱۳۷                   | ۸۱٬۵۳۱             | ۷۶٬۸۲۷            |
| ۲۰۰۵     | €۶٬۵۷۴              | €۱٬۲۳۸                   | ۹۰٬۹۵۴             | ۸۸٬۳۷۹            |
| ۲۰۰۶     | €۷٬۲۷۳              | €۲٬۱۱۰                   | ۱۰۲٬۶۰۲            | ۹۶٬۷۹۴            |
| ۲۰۰۷     | €۷٬۳۶۸              | €۵٫۸۵۷                   | ۱۰۱٬۸۴۴            | ۹۷٬۵۱۵            |
| ۲۰۰۸     | €۷٬۴۶۶              | €۸٫۵۶۹                   | ۱۰۵٬۱۶۲            | ۹۸٬۶۵۲            |
| ۲۰۰۹     | €۷٬۵۴۸              | €-۲٬۵۵۹                  | ۷۶٬۷۳۹             | ۷۵٬۲۳۸            |
| ۲۰۱۰     | €۷٬۷۹۰              | €۱٬۶۰۰                   | ۸۹٬۱۲۳             | ۸۱٬۸۵۰            |
| ۲۰۱۱     | €۱۰٬۹۰۰             | €۲٬۰۵۰                   | ۱۲۷٬۷۹۳            | ۱۱۶٬۹۷۸           |
| ۲۰۱۲     | €۱۳٬۹۰۰             | €۲٬۴۴۰                   | ۱۵۱٬۹۹۹            | ۱۴۳٬۰۹۶           |

## فروش

### آلمان
در فهرست زیر، آمار شمار دستگاه خودروهای فروخته شده توسط شرکت پورشه، در آلمان، در فاصله سال‌های ۲۰۰۱ تا ۲۰۱۲ و میزان سهم بازار فروش خودرو این شرکت در کشور آلمان، درج شده‌است.
| سال  | شمار خودرو | سهم بازار |
| ---- | ---------- | --------- |
| ۲۰۱۲ | ۲۰٫۵۱۶     | ۰٬۷۰٪     |
| ۲۰۱۱ | ۱۸٫۶۹۰     | ۰٬۶۰٪     |
| ۲۰۱۰ | ۱۶٫۲۵۷     | ۰٬۵۶٪     |
| ۲۰۰۹ | ۱۵٫۳۴۳     | ۰٬۴۰٪     |
| ۲۰۰۸ | ۱۶٫۲۲۱     | ۰٬۵۲٪     |
| ۲۰۰۷ | ۱۷٫۶۶۳     | ۰٬۵۶٪     |
| ۲۰۰۶ | ۱۷٫۴۹۰     | ۰٬۵۰٪     |
| ۲۰۰۵ | ۱۶٫۵۶۵     | ۰٬۵۰٪     |
| ۲۰۰۴ | ۱۶٫۲۲۳     | ۰٬۵۰٪     |
| ۲۰۰۳ | ۱۴٫۲۵۲     | ۰٬۴۴٪     |
| ۲۰۰۲ | ۱۲٫۲۱۲     | ۰٬۳۸٪     |
| ۲۰۰۱ | ۱۱٫۶۸۳     | ۰٬۳۵٪     |

### آمریکای شمالی
| مدل                   | ۲۰۰۳          | ۲۰۰۳          | ۲۰۰۴          | ۲۰۰۴          | ۲۰۰۵          | ۲۰۰۵         |
| مدل                   | شمار          | ٪ از کل       | شمار          | ٪ از کل       | شمار          | ٪ از کل      |
| --------------------- | ------------- | ------------- | ------------- | ------------- | ------------- | ------------ |
| پورشه ۹۱۱ (پورشه ۹۹۶) | ۹٬۹۳۵ ( ۱۸٪)  | ۳۳٪           | ۱۰٬۲۲۷ ( ۳٪)  | ۳۱٪           | ۱۰٬۶۵۳ ( ۴٪)  | ۳۱٪          |
| پورشه باکستر          | ۶٬۴۳۲ ( ۳۸٪)  | ۲۱٪           | ۳٬۷۲۸ ( ۴۲٪)  | ۱۱٪           | ۸٬۳۲۷ ( ۱۲۳٪) | ۲۵٪          |
| پورشه کاین            | ۱۳٬۶۶۱        | ۴۵٪           | ۱۹٬۱۳۴ ( ۴۰٪) | ۵۷٪           | ۱۴٬۵۲۴ ( ۲۴٪) | ۴۳٪          |
| total                 | ۳۰٬۰۲۸ ( ۳۳٪) | ۳۰٬۰۲۸ ( ۳۳٪) | ۳۳٬۲۸۹ ( ۱۱٪) | ۳۳٬۲۸۹ ( ۱۱٪) | ۳۳٬۸۵۹ ( ۲٪)  | ۳۳٬۸۵۹ ( ۲٪) |

| مدل                   | ۲۰۰۶          | ۲۰۰۶         | ۲۰۰۷          | ۲۰۰۷         | ۲۰۰۸          | ۲۰۰۸          |
| مدل                   | شمار          | ٪ از کل      | شمار          | ٪ از کل      | شمار          | ٪ از کل       |
| --------------------- | ------------- | ------------ | ------------- | ------------ | ------------- | ------------- |
| پورشه ۹۱۱ (پورشه ۹۹۷) | ۱۲٬۷۰۲ ( ۱۹٪) | ۳۵٪          | ۱۳٬۱۵۳ ( ۴٪)  | ۳۶٪          | ۸٬۳۲۴ ( ۳۷٪)  | ۳۰٪           |
| پورشه باکستر          | ۴٬۸۵۰ ( ۴۲٪)  | ۱۴٪          | ۳٬۹۰۴ ( ۲۴٪)  | ۱۱٪          | ۲٬۹۸۲ ( ۲۴٪)  | ۱۱٪           |
| پورشه کایمن           | ۷٬۳۱۳         | ۲۰٪          | ۶٬۲۴۹ ( ۱۷٪)  | ۱۷٪          | ۳٬۵۱۳ ( ۴۴٪)  | ۱۳٪           |
| پورشه کاین            | ۱۱٬۱۴۱ ( ۲۳٪) | ۳۱٪          | ۱۳٬۳۷۰ ( ۲۰٪) | ۳۶٪          | ۱۲٬۸۹۸ ( ۴٪)  | ۴۶٪           |
| مجموع                 | ۳۶٬۰۹۵ ( ۷٪)  | ۳۶٬۰۹۵ ( ۷٪) | ۳۶٬۶۸۰ ( ۲٪)  | ۳۶٬۶۸۰ ( ۲٪) | ۲۷٬۷۱۷ ( ۲۴٪) | ۲۷٬۷۱۷ ( ۲۴٪) |

| مدل                      | ۲۰۰۹            | ۲۰۰۹            | ۲۰۱۰            | ۲۰۱۰            | ۲۰۱۱             | ۲۰۱۱          |
| مدل                      | شمار            | ٪ از کل         | شمار            | ٪ از کل         | شمار             | ٪ از کل       |
| ------------------------ | --------------- | --------------- | --------------- | --------------- | ---------------- | ------------- |
| پورشه ۹۱۱ (پورشه ۹۹۷)    | ۶٬۸۳۹ ( ۱۷٫۸٪)  | ۳۵٫۰۰٪          | ۵٬۷۳۵ ( ۱۶٫۱٪)  | ۲۲٫۶۵٪          | ۶٬۰۱۶ ( ۵٫۰٪)    | ۲۰٫۷۲٪        |
| پورشه باکستر+پورشه کایمن | ۳٬۸۷۵ ( ۳۹٫۴٪)  | ۱۹٫۰۰٪          | ۳٬۴۹۹ ( ۹٫۳٪)   | ۱۳٫۸۴٪          | ۳٬۱۵۰ ( ۹٫۰۲٪)   | ۱۰٫۸۶٪        |
| پورشه پانامرا            | ۱٬۲۴۷           | ۶٫۳۳٪           | ۷٬۷۴۱ ( ۵۲۰٫۸٪) | ۳۰٫۵۷٪          | ۶٬۸۷۹ ( ۱۱٫۱۳٪)  | ۲۳٫۷۰٪        |
| پورشه کاین               | ۷٬۷۳۵ ( ۳۱٫۰٪)  | ۳۹٫۲۷٪          | ۸٬۳۴۳ ( ۷٫۹٪)   | ۳۲٫۹۴٪          | ۱۲٬۹۷۸ ( ۵۵٫۵۵٪) | ۴۴٫۷۲٪        |
| مجموع                    | ۱۹٬۶۹۶ ( ۲۴٫۳٪) | ۱۹٬۶۹۶ ( ۲۴٫۳٪) | ۲۵٬۳۲۰ ( ۲۸٫۶٪) | ۲۵٬۳۲۰ ( ۲۸٫۶٪) | ۲۹٬۰۲۳ ( ۱۵٪)    | ۲۹٬۰۲۳ ( ۱۵٪) |

| مدل                        | ۲۰۱۲          | ۲۰۱۲          | ۲۰۱۳   | ۲۰۱۳    | ۲۰۱۴ | ۲۰۱۴    |
| مدل                        | شمار          | ٪ از کل       | شمار   | ٪ از کل | شمار | ٪ از کل |
| -------------------------- | ------------- | ------------- | ------ | ------- | ---- | ------- |
| پورشه ۹۱۱                  | ۸٬۵۲۸         | ۲۴٫۳۴٪        | ۱۰٬۴۴۲ |         |      |         |
| پورشه باکستر + پورشه کایمن | ۳٬۳۵۶         | ۹٫۵۸٪         | ۷٬۹۵۳  |         |      |         |
| پورشه پانامرا              | ۷٬۶۱۴         | ۲۱٫۷۳٪        | ۵٬۴۲۱  |         |      |         |
| پورشه کاین                 | ۱۵٬۵۴۵        | ۴۴٫۳۶٪        | ۱۸٬۵۰۷ |         |      |         |
| مجموع                      | ۳۵٬۰۴۳ ( ۲۱٪) | ۳۵٬۰۴۳ ( ۲۱٪) | ۴۲٬۳۲۳ | ۴۲٬۳۲۳  |      |         |

### ایران
براساس آمار گمرک ایران در سال ۲۰۱۱ میلادی شمار ۵۶۳ دستگاه از خودروهای پورشه به ارزش بیش از ۴۹٫۸ میلیون دلار وارد ایران شد. خودروهای پورشه بیشتر از امارات وارد ایران می‌شوند. شمار بسیاری محدودی از این خودروها نیز از طریق بحرین، اتریش و آلمان وارد ایران شدند. مدل‌های وارداتی پورشه به ایران شامل پورشه پانامرا، پورشه کاین، پورشه باکستر، پورشه کررا و پورشه کیمن می‌شوند.
شبکه خبری فاکس نیوز در سال ۲۰۱۰ درآمد شرکت خودروسازی پورشه از بازار ایران را بیش از ۱۷ میلیون دلار اعلام نمود.

## رقبای شرکت
جدی‌ترین رقبای پورشه در کشور آلمان، سه شرکت خودروسازی؛ ب ام و، مرسدس بنز و آئودی (برای نمونه رقیب مستقیم مدل پورشه بوکستر مدل‌های ب‌ام‌و زد۴ از شرکت ب‌ام‌و و مرسدس بنز سی‌ال‌کا از شرکت مرسدس بنز) می‌باشند. در بیرون از آلمان لوتوس کارز، جگوار کارز و شورلت مهم‌ترین رقبای پورشه به‌شمار می‌آیند. مدل‌های گران‌قیمت پورشه رقیب محصولات فراری، لامبورگینی و بوگاتی می‌باشد.
امروزه شرکت‌های بزرگی مانند سیات، دوو و سوبارو، بسیاری از مهندسان و کارکنان خود را همه ساله برای استفاده از تجربیات طراحان و مهندسان پورشه، به مراکز تحقیقاتی و کارخانجات عملیاتی این شرکت می‌فرستند.

## مسابقات اتومبیل‌رانی
پورشه تا به حال ۱۹ بار به مقام قهرمانی مسابقات لمانز رسیده‌است. همچنین در مسابقات رالی پاریس داکار یکی از تیم‌های مطرح شناخته می‌شود. این شرکت موتور مک لارن را برای مسابقات فرمول یک ساخته‌است.

## پورشه اس‌ای
پورشه اس‌ای، شرکت هلدینگ سرمایه‌گذاری آلمانی است، که به‌عنوان بازوی سرمایه‌گذاری شرکت خودروسازی پورشه و گروه فولکس‌واگن فعالیت می‌نماید.
شرکت پورشه اس‌ای در سال ۲۰۰۷ توسط شرکت پورشه راه‌اندازی شد و اکنون مالک ۱۰۰٪ درصد از سهام پورشه است، همچنین با در اختیار داشتن ۵۰٫۷۳٪ درصد از سهام گروه فولکس‌واگن، بزرگترین سهام‌دار این گروه به‌شمار می‌آید. پورشه اس‌ای مالک شرکت اتریشی پورشه هولدینگ نیز می‌باشد. دفتر مرکزی این شرکت در شهر اشتوتگارت قرار دارد و سهام آن در بازار بورس فرانکفورت معامله می‌شود.

## پورشه هلدینگ
پورشه هلدینگ، شرکت هلدینگ اتریشی است، که به‌عنوان بزرگترین توزیع‌کننده خودرو در اروپا شناخته می‌شود. این شرکت همچنین در زمینه ارائه خدمات مالی، خدمات فناوری اطلاعات و عرضه کالاهای لوکس نیز فعالیت می‌نماید.
شرکت پورشه هلدینگ در سال ۱۹۴۷ توسط ۲ فرزند فردیناند پورشه؛ فری پورشه و لوئیس پیک، با هدف واردات خودروهای فولکس‌واگن به اتریش راه‌اندازی شد.
این شرکت تا سال ۲۰۱۱ متعلق به خانواده پورشه و خانواده پیک بود، اما در ماه مارس این سال، کلیه سهام آن، به ارزش ۳٫۳ میلیارد یورو، توسط گروه فولکس‌واگن خریداری شد. شرکت پورشه هلدینگ اکنون مالک شبکه گسترده فروش در ۲۱ کشور واقع در اروپا، آمریکای جنوبی و جمهوری خلق چین می‌باشد و در سال ۲۰۱۳ شمار ۵۹۱٫۸۸۲ دستگاه خودرو، به‌فروش رسانده‌است.

## گروه پورشه دیزاین
گروه پورشه دیزاین (انگلیسی: Porsche Design Group) شرکت طراحی صنعتی آلمانی است، که در زمینه تولید پوشاک، کفش، ساعت، عینک، چمدان، کیف پول، سیگار برگ، عطر، جواهر، فندک، پیپ، قطب‌نما و چاقوی جیبی و دوچرخه فعالیت می‌نماید.
شرکت در سال ۱۹۷۲ توسط فردیناند آلکساندر پورشه راه‌اندازی شد. دفتر مرکزی این شرکت در شهر لودویگزوبورگ، آلمان قرار دارد.

## مهندسی پورشه
مهندسی پورشه (انگلیسی: Porsche Engineering) شرکت خدمات مهندسی آلمانی است، که در زمینه ارائه خدمات، مهندسی خودرو و مهندسی مکانیک فعالیت می‌نماید.
ریشه‌های تأسیس شرکت مهندسی پورشه به سال ۱۹۳۱ بازمی‌گردد، که به‌عنوان زیرمجموعه‌ای از شرکت پورشه راه‌اندازی شد. شرکت مهندسی پورشه در سال ۲۰۰۱ در پی تجدید ساختار شرکت پورشه، به‌عنوان شرکت تابعه پورشه اس‌ای به صورت رسمی ثبت گردید. شرکت مهندسی پورشه اکنون ارائه‌کننده خدمات مهندسی برای شرکت‌هایی چون سیات، مرسدس بنز، هارلی-دیویدسن، اوپل، لادا، فولکس واگن، پورشه و آئودی می‌باشد. دفتر مرکزی این شرکت در شهر اشتوتگارت، آلمان قرار دارد.

## خانواده پورشه
خانواده پورشه، خانواده برجسته اتریشی با پیشینه‌ای صنعتی است، که مشهورترین عضو آن فردیناند پورشه می‌باشد. وی در خانواده‌ای آلمانی‌تبار، در بوهم زاده شد. پدر او آنتوان پورشه (۱۸۴۵–۱۹۰۸) و مادرش آنا الریخ بود. نام خانوادگی پورشه، در زبان آلمانی به‌معنای مرد جوان می‌باشد و ریشه‌های خانواده پورشه، به قرن ۱۸ میلادی بازمی‌گردد، که در شهر لیبرتس سکونت داشتند.
فردیناند پورشه یکی از بنیان‌گذاران گروه فولکس‌واگن بود. وی در سال ۱۹۳۱ اقدام به تأسیس شرکت خودروسازی پورشه نمود. پس از درگذشت فردیناند پورشه در سال ۱۹۵۱ نیمی از سهام شرکت پورشه، به فری پورشه پسر ارشد فردیناند واگذار شد و ۵۰٪ درصد از سهام آن نیز، به دختر وی؛ لوئیس و همسرش آنتوان پیک، به ارث رسید. امروزه افراد دو خانواده پورشه (فرزندان و نوادگان فری پورشه) و خانواده پیک (نوادگان لوئیس و آنتوان پیک) همچنان کنترل بخش بزرگی از سهام شرکت پورشه را در اختیار دارند.
از اعضای شناخته‌شده خانواده پورشه، که همگی در صنعت خودروسازی فعالیت کرده یا می‌کنند، می‌توان به افراد زیر اشاره کرد:
- فردیناند پورشه: مؤسس شرکت پورشه و از بنیان‌گذاران شرکت فولکس‌واگن.
- فری پورشه: بنیان‌گذار شرکت پورشه هلدینگ (پسر فردیناند پورشه)
- وولفگانگ پورشه: رئیس هیئت مدیره کنونی شرکت‌های پورشه و پورشه اس‌ای. (فرزند فری پورشه)
- فردیناند پیک: رئیس هیئت مدیره کنونی گروه فولکس‌واگن و مدیر عامل اجرایی اسبق این گروه. (فرزند لوئیس پورشه و آنتوان پیک)